# Phytolithe

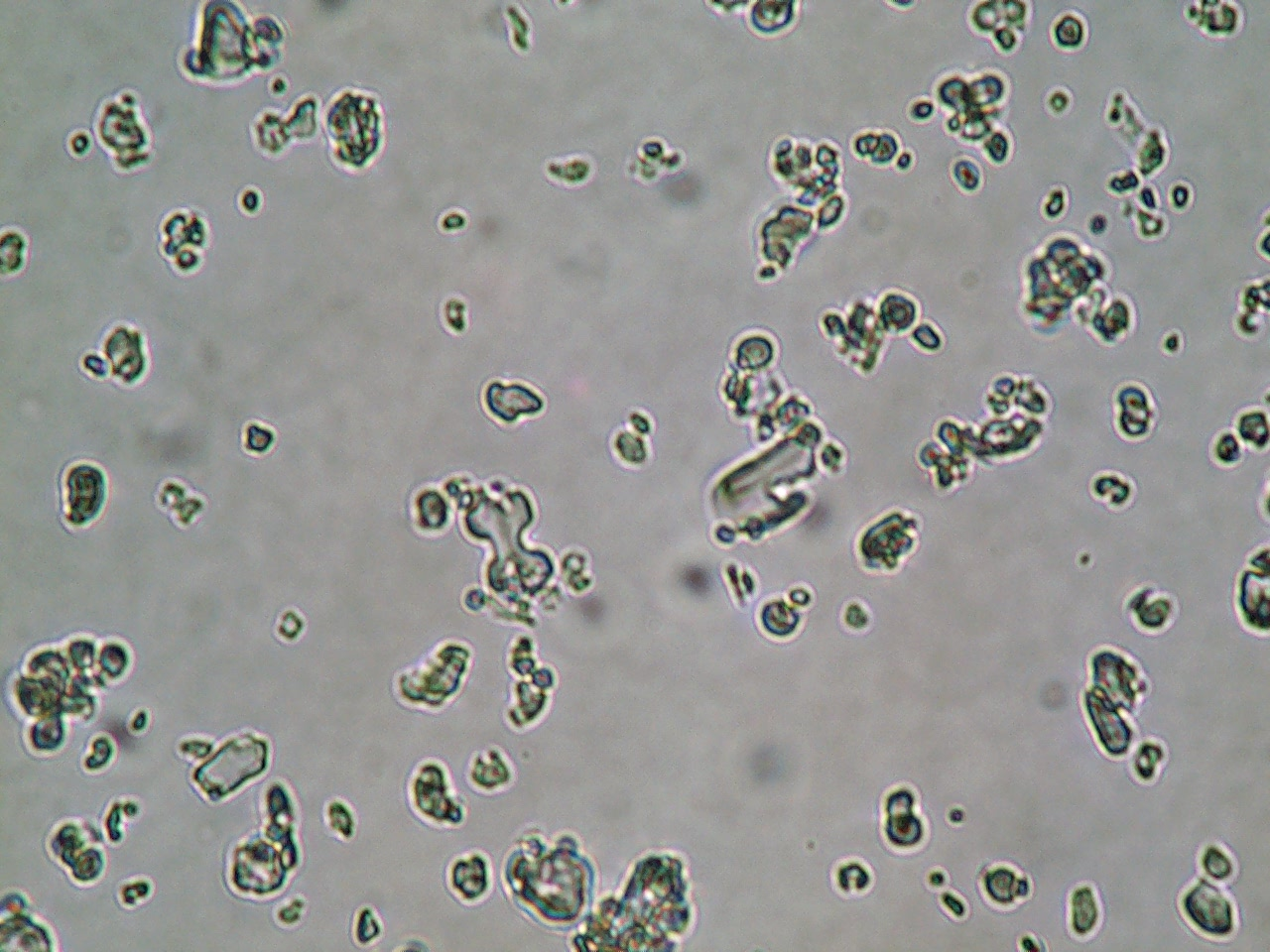
Phytolithes au microscope, dont un en haltère

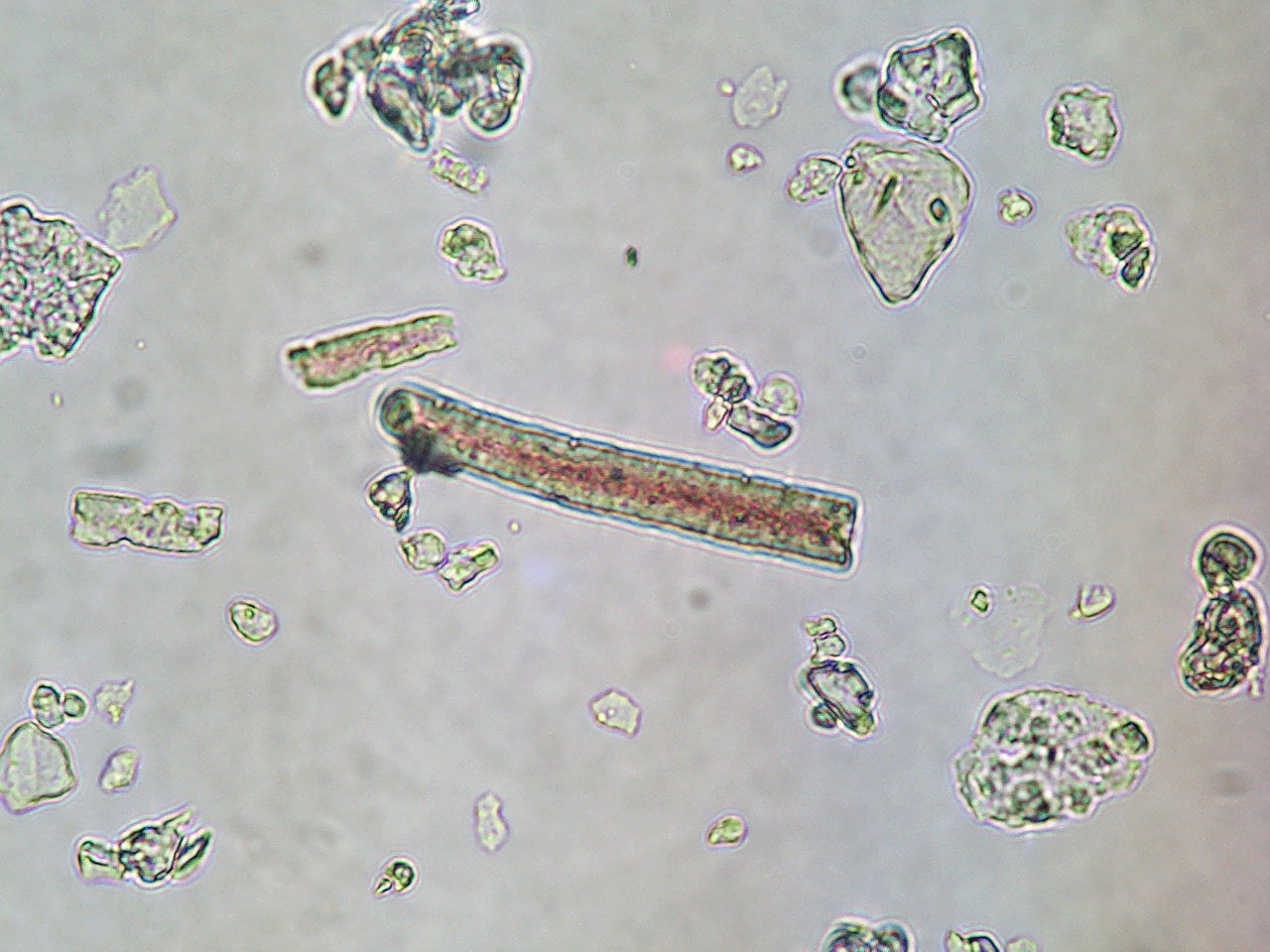
Phytolithes au microscope, cellules allongées

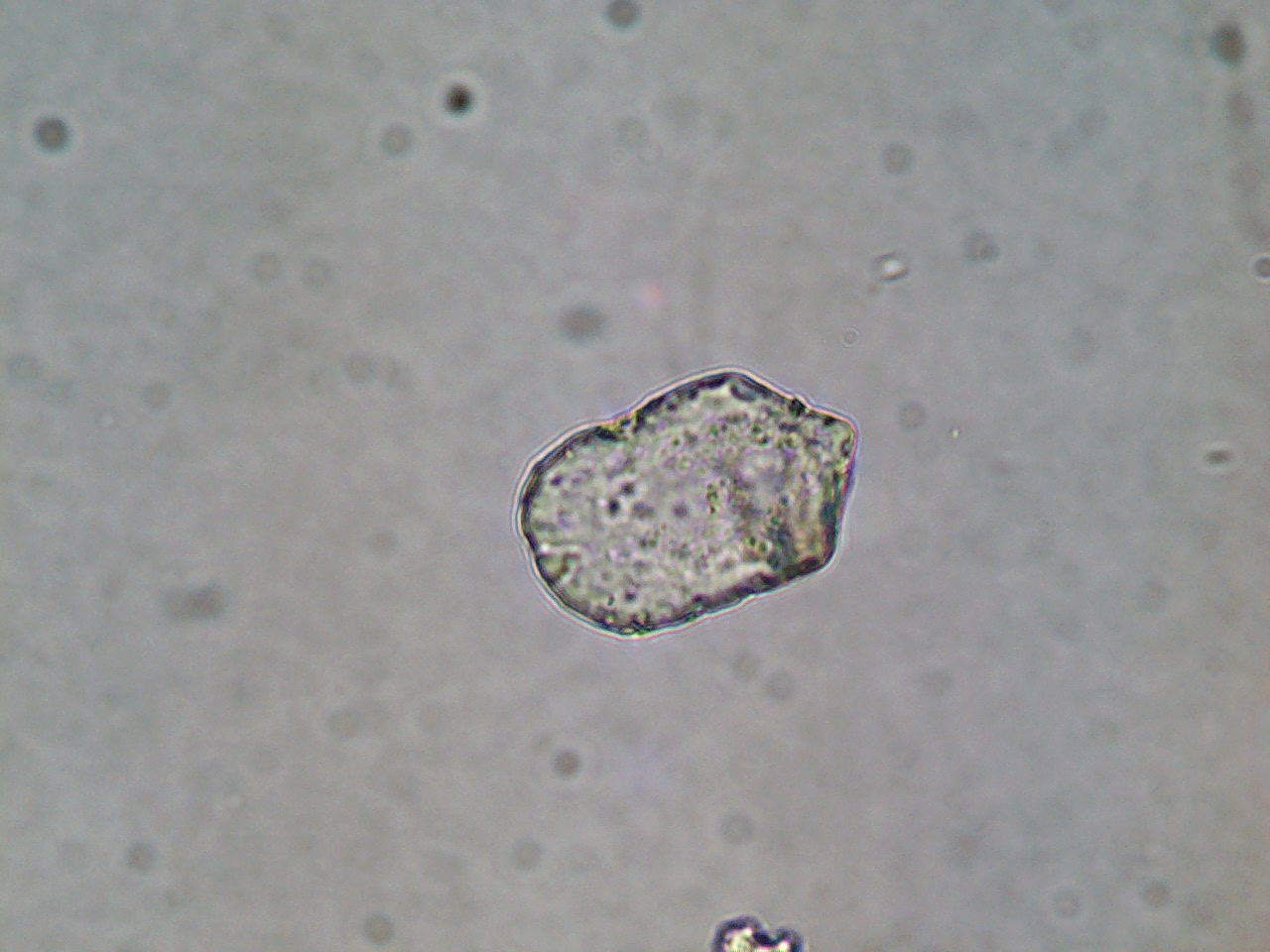
Phytolithe bulliforme au microscope, ce type de cellules permet aux feuilles de se refermer quand il fait trop sec

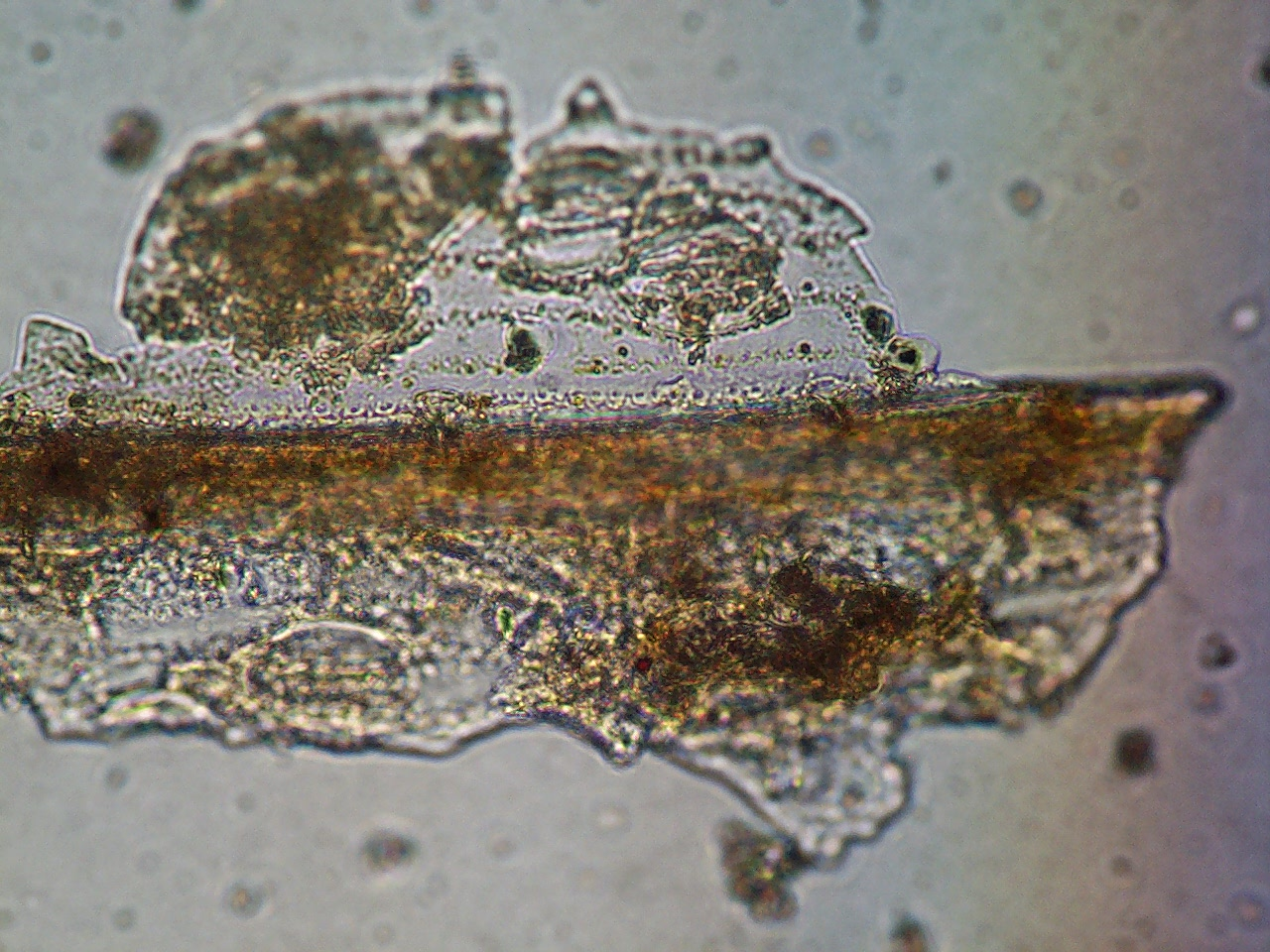
Phytolithe au microscope, cellule stomatique, une aussi bonne conservation dans un sédiment archéologique est rare

Les phytolithes ou phytolitaires (parfois nommés opale végétal — plant opal — au Japon et en Corée) sont des formes variées de concrétion de silice trouvées dans des plantes ou des restes de plantes, éventuellement fossiles. Par extension, les phytolithes comprennent tous les biodépôts minéraux (notamment les oxalates de calcium). 
La silice est originellement absorbée (sous forme soluble de la silice (H4 SiO4) par les racines de la plante (pompage passif ou, chez les plantes riches en phytolithes, pompage actif). Puis le silicium se précipite dans certaines parties aériennes de la plante du temps de son vivant, sous la forme de particules d’opale A (opale amorphe) en DRX (formule chimique : SiO2·nH2O, très stable, dite phytolithe). Ces concrétions minérales entre les cellules, moulent en quelque sorte leurs formes. 
Au cours de l'évolution des plantes, ces concrétions ont acquis un rôle structural (soutien des plantes herbacées), physiologique (tolérance à la dessiccation, chélation des métaux toxiques) et protecteur (défense des plantes contre les herbivores par abrasion de leur dentition, défense contre les champignons pathogènes).
Les phytolithes de silice jouent également un grand rôle dans le cycle biogéochimique de la silice (silice qui elle-même joue un grand rôle pour les diatomées et le plancton, ainsi donc que pour le cycle du carbone). 
Des phytolithes peuvent être observés dans les sols ou sédiment en tant que microfossiles micrométriques, toujours issus de cellules végétales, éventuellement digérées et/ou présentes dans d'anciens excréments d'herbivores ou d'omnivores. 
Les phytolithes ont parfois des formes si caractéristiques qu'ils sont alors retenus comme caractère taxonomique. 
La discipline relative aux phytolithes est la phytolithologie. Les analyses des macro-restes et micro-restes végétaux (phytolithologie, palynologie, anthracologie, carpologie, analyse des grains d'amidon...) font partie des études d'archéobotanique et de paléobotanique.

## Histoire scientifique
Bien que très abondants, ils n'ont été découverts qu'au début du XIXe siècle car étant transparents ils sont invisibles à l'œil nu, et difficiles à voir au microscope (sauf au microscope à contraste de phase ou au microscope électronique à balayage, dit MEB).
Leurs fossiles sont mentionnés par Charles Darwin dans The Voyage of the Beagle.
On les trouve chez les plantes supérieures terrestres, mais aussi chez les algues
Ils ont notamment permis de montrer que même en pleine jungle, les humains ont fortement modifié la flore des régions qu'ils ont occupées.

## Origines, formation
Les plantes captent dans le sol les éléments minéraux nécessaires à leur croissance via leurs racines. En se nourrissant (en partie grâce à des organismes symbiotiques de type bactéries et champignons) dans le sol, les plantes captent notamment de la silice, un élément localement abondant, voire dominant du sol (dans les sols dits siliceux). Certaines plantes les captent directement dans l'eau (plantes aquatiques) ou dans l'air et les eaux météoriques (certaines plantes épiphytes) ou plus rarement en parasitant d'autres plantes. 
Certains éléments surabondants (par rapport aux besoins de la plante) cristallisent en formant des phytolites dans les espaces intracellulaires, extracellulaires ou dans les parois cellulaires, ou ils sont synthétisés par la plante, pour des raisons probablement encore incomplètement comprises. 
Les mécanismes exacts de la biosilicification sont encore mal compris. Dans les années 1980, les observations au HRTEM montrent que les phytolithes sont parfois par exemple constitués d’un réseau a priori aléatoire d’unités tétraédriques SiO4 connectées entre elles par des liaisons covalentes Si–O–Si. La spectroscopie infrarouge a démontré que les phytolithes avaient une structure proche de celle du gel de silice et d'autres formes de silice biogène, comme celle des diatomées et les spicules d’éponges,.

## Lieu de formation dans la plante
Trois types de sites de silicification sont connus au sein de la plante :
- les parois cellulaires ;
- les vides cellulaires ;
- les espaces intercellulaires.

## Devenir à la mort de la plante
Les plantes les restituent ensuite directement aux sols à la suite de leur mort naturelle ou si elles sont détruites par des feux de faible intensité, ou fauchées et laissées sur place... ; Quand des plantes sont massivement transportées par des inondations ou par l'homme, ou par le vent, ou par des animaux qui les ont évacués dans leurs faeces, leurs phytolithes sont dispersés ailleurs. On peut en retrouver de grandes quantités dans les sols tourbeux et les sédiments. 

## Nature chimique
Les phytolithes proviennent de l'accumulation et de la cristallisation de minéraux présents en surdensité dans la plante :
- silice (sous forme d'opale SiO2 ou de d'opale-A (SiO2 nH2O)
- cristaux d'oxalate de calcium (CaC204)

## (Bio)indicateurs
Certains phytolithes acquièrent une morphologie comparable à celle de la cellule dans laquelle ils précipitent, ce qui leur confère une valeur taxonomique, elles permettent d'identifier la famille de la plante, voire une sous-famille, un genre ou une espèce,,,. Et la fraction des phytolithes qui n'est pas dissoute dans le sol y subsiste sous forme fossile. 

Ces phytolithes constituent une mémoire (trace fossile) de la végétation qui les a constitués. Les chercheurs les ont utilisés pour étudier la flore, les écosystèmes ou les paléoclimats du Cénozoïque , des couches archéologique  ,ou de contextes anciennement lacustres. 

Ils sont un des outils les plus précis dont disposent les chercheurs pour reconstituer l'histoire environnementale (quand on les trouve associés à des foyers préhistoriques par exemple), et donnent des indications d'intérêt paléogéographique ; à partir des différents aspects de ces phytolithes fossilisés, il est possible d'identifier le type de végétation dont ils sont issus. Ils aident notamment à confirmer la nature plus ou moins anthropisée ou cultivée de couches anciennes de sites archéologiques, ce que cultivaient, mangeaient ou transportaient (comme plantes) nos ancêtres.
- Ils ont d'abord été utilisés en zone tempérée (Amérique du Nord dans un premier temps), mais également ensuite en zone tropicale (Ils ont par exemple permis de reconstituer environ 4 000 ans d'évolution de la végétation dans quelques régions d'Afrique de l'Ouest[19],[20]).
- Leur état de conservation est lui source d'indice pour la période archéologique concernée. 
Par exemple : si des phytolithes de type graminées sont retrouvés en grand nombre, mais cariés, dans une couche de terre noire, ils peuvent traduire le fait que ce sol a été amendé avec les excréments d'animaux ayant consommé des graminées comme plantes fourragères. L'état de conservation donne aussi des indices sur les traitements et conditionnements subis par les plantes (stockage, battage au fléau, décorticage, broyage, mouture à la meule, hachage, brûlage, etc).

Les phytolithes sont réputés constituer des indicateurs paléoenvironnementaux fiables, qui sont néanmoins généralement croisés avec d'autres indicateurs, dans une approche pluridisciplinaire (palynologie, carpologie, géoarchéologie, tracéologie, analyses isotopiques, etc). Ils ont permis notamment, en 2024, d'effectuer des datations de la première exploitation puis de la domestication du riz en Chine.

## Où peut-on trouver des phytolithes?
Ils sont présents dans les plantes, mais aussi partout où des plantes ont été présentes ou digérées, ou là où des activités animales ou humaines ont apporté des plantes. Les archéologues les recherchent notamment :
- sur les outils agraires ou instruments de cuisine
- dans les anciens foyers
- dans les restes de torchis
- dans les structures de stockage d'aliments ou de foin
- dans les fossiles d'excréments (coprolithes, dont ceux de dinosaures)
- dans le tartre dentaire
- dans les restes d'habitation
- dans ce qui peut avoir été des aires de travail tels les aires de battage
- dans les sols (forestiers, agricoles, urbains)
- dans les sédiments.

## Paléontologie
Dans les sols riches ou les tourbes, les phytolithes sont des fossiles abondants, même pour des époques de plusieurs dizaines de millions d'années . On en a trouvé jusqu'aux périodes correspondant à la fin du Dévonien. ils permettent de reconstituer la flore et son évolution à des époques reculées. 
Parfois, des paléontologues trouvent et identifient des phytolithes associés à des espèces d'herbivores éteints (dans leurs excréments fossilisés par exemple), ce qui renseigne sur leurs comportements et régimes alimentaires et sur les écosystèmes dans lesquels ils vivaient, et comment ils ont éventuellement coévolué avec les plantes. Ainsi, en Inde, des paléontologues ont récemment trouvé des phytolithes d'herbacées dans les excréments fossiles de dinosaures, ce qui suggère fortement que les herbacées ont évolué et colonisé la strate herbacée plus tôt que ce qu'on pensait initialement. 
En archéologie, les phytolithes trouvés sur des lames de faucilles en silex, ou dans les foyers, ou près de divers artéfacts donnent des informations sur les plantes qui étaient cultivées, consommées, utilisées et de l'environnement des populations humaines qui nous ont précédé. Il est même parfois (pour le millet par exemple) possible de différencier des formes proches (cultivées et sauvages) d'une plante (Panicum miliaceum et Panicum ruderale dans le cas du millet). On sait aussi maintenant que l'apport de fertilisants riches en silice augmente le taux de phytolithes des végétaux cultivés (dans le riz par exemple).

## Observation et détermination au microscope
Comme ils sont transparents lorsque natifs (ils peuvent être altérés et colorés dans les restes de plantes qui ont brûlé) et parce que la silice est transparente dans le spectre visible de la lumière , on peut les observer :
- en microscopie optique, au microscope à contraste de phase ;
- au microscope électronique ;
- par diffraction de rayonnement X (pour les phytolithes ayant formé des vernis sur des silex anciens par exemple)[29].

Comme ils ont des formes souvent propres à une espèce ou à un genre ou groupe famille végétale, on les identifie sur la base de planches de références.

## Galerie d'images de phytolithes observés au microscope électronique à balayage

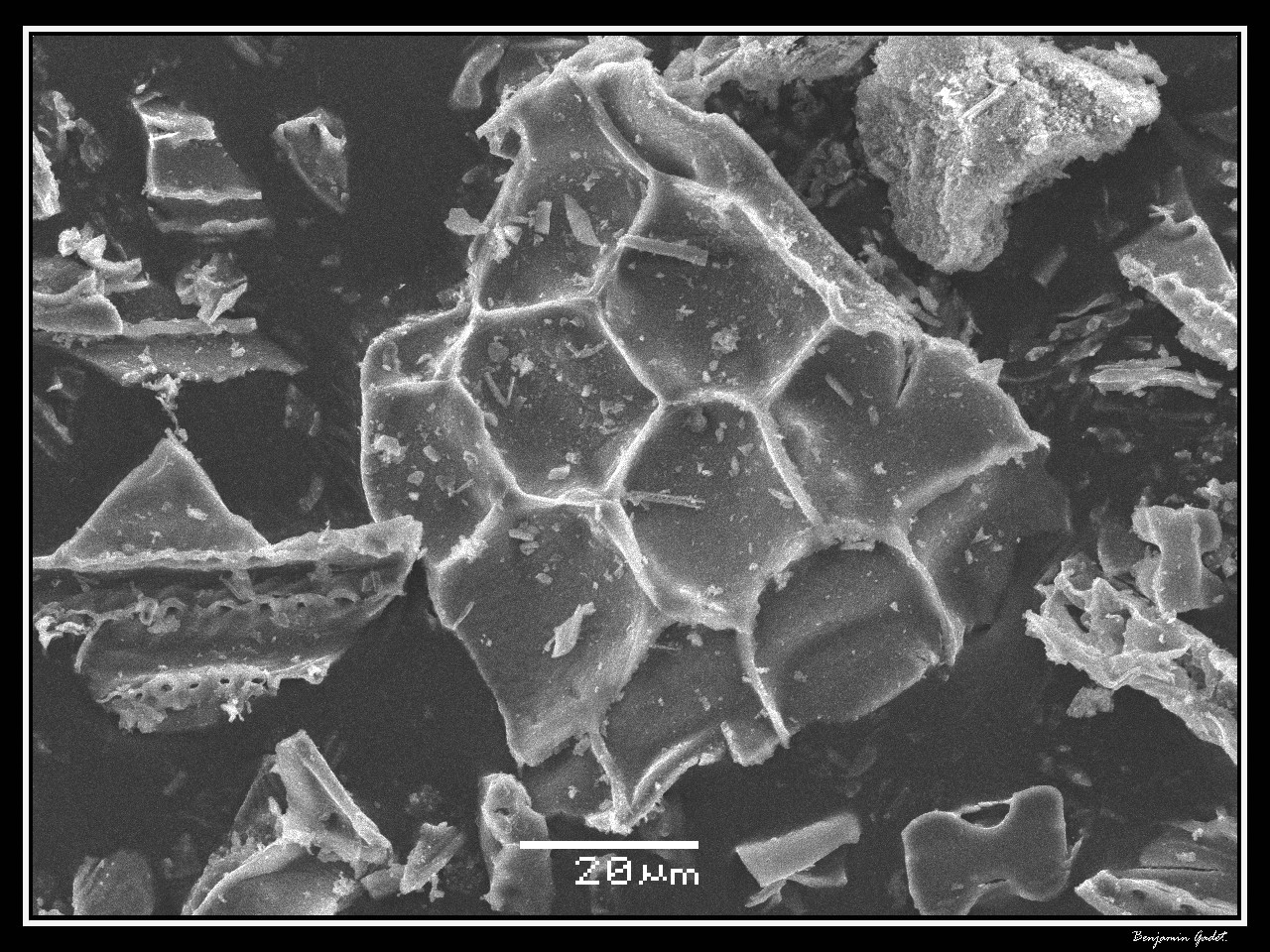
Phytolithes observés au MEB (1 sur 6)
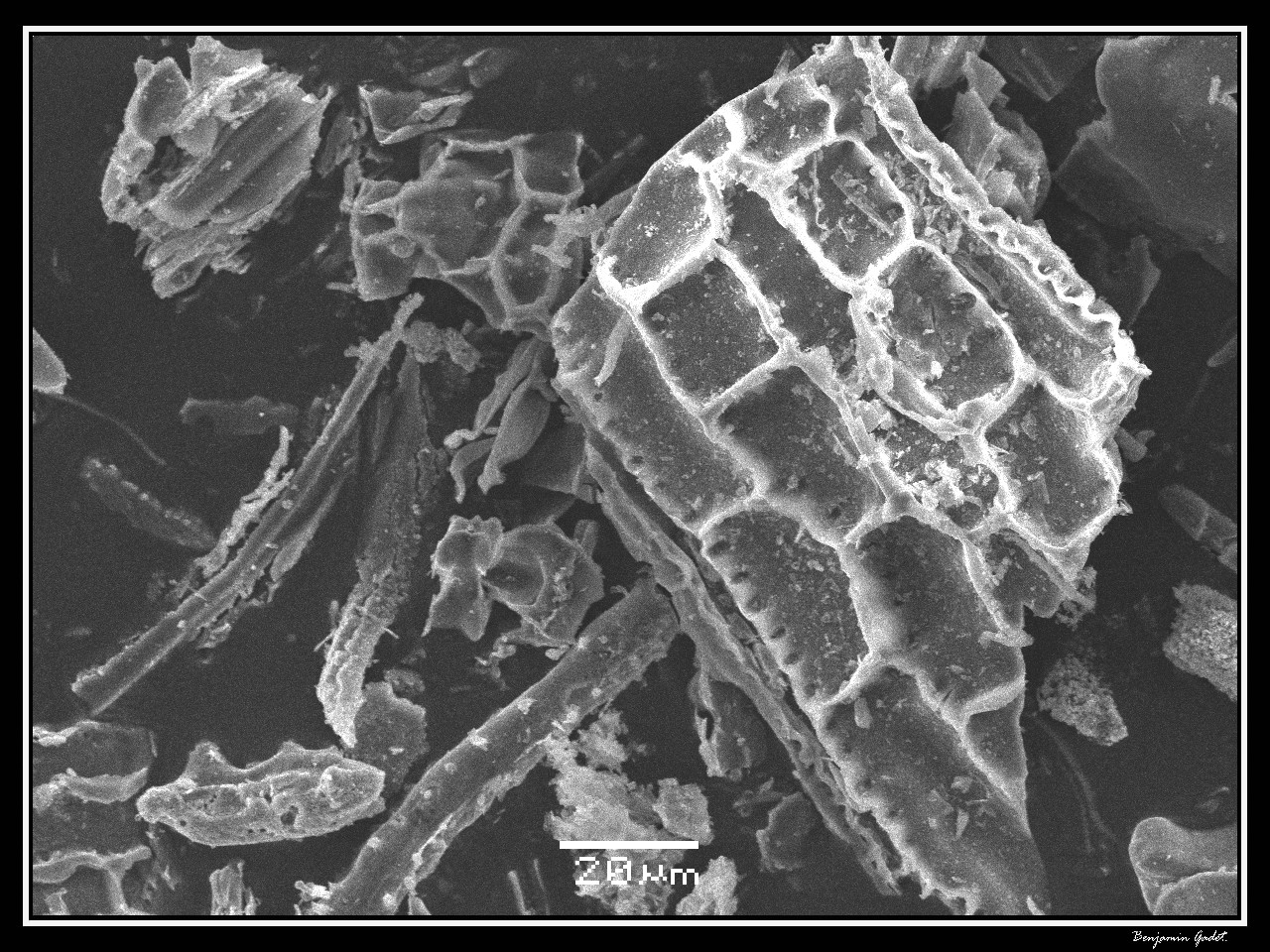
Phytolithes observés au MEB (2 sur 6)
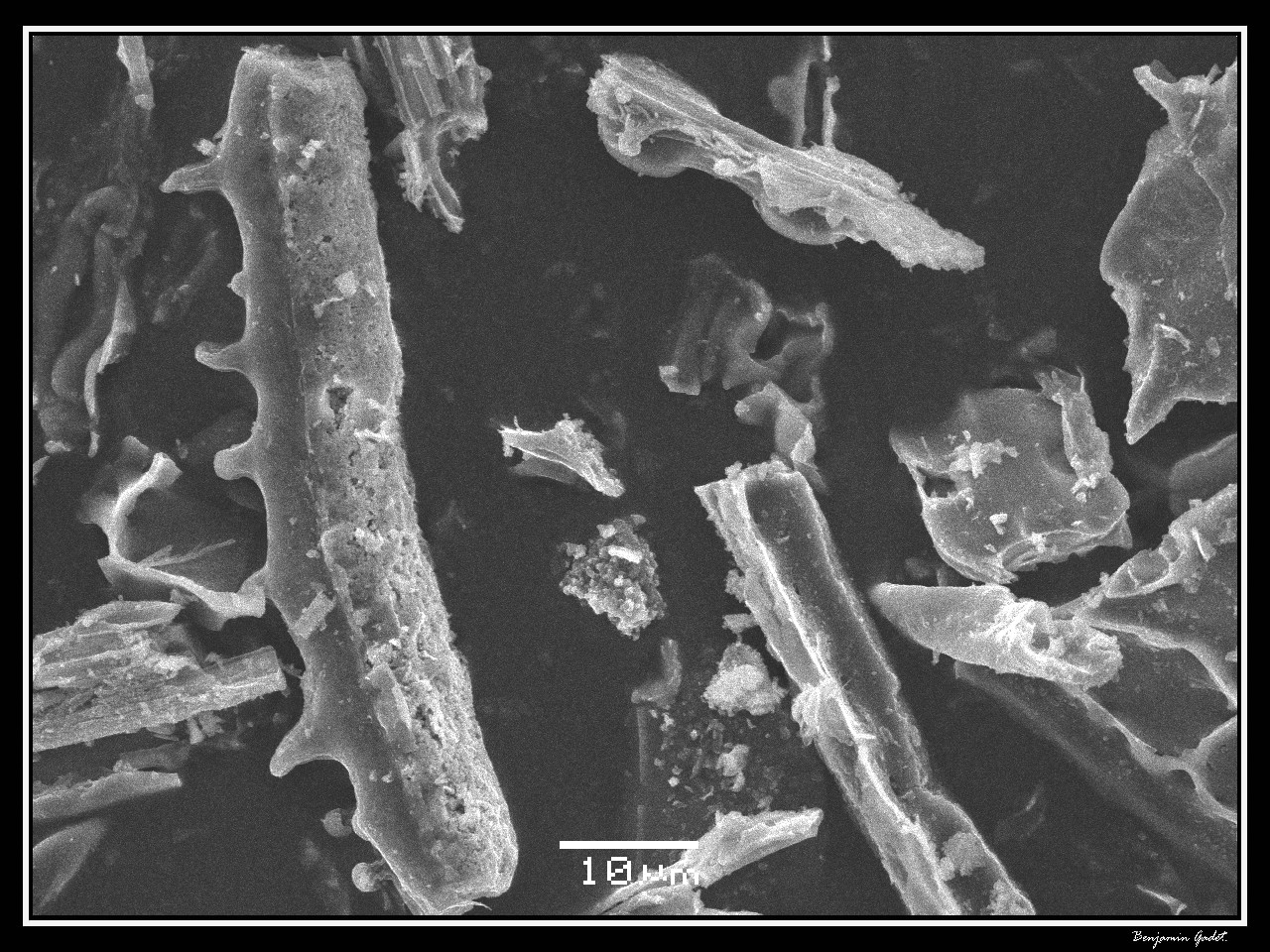
Phytolithes observés au MEB (3 sur 6)
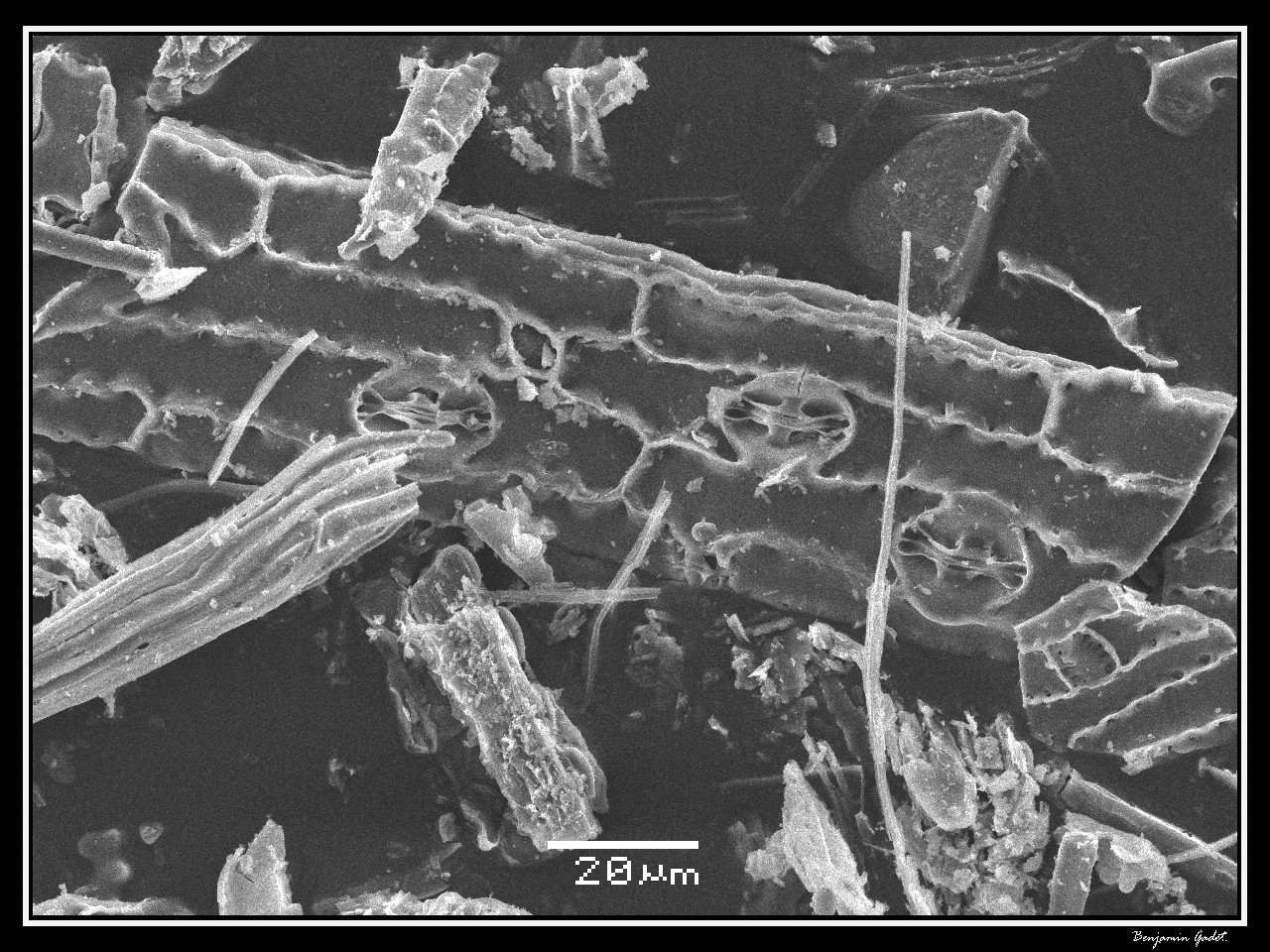
Phytolithes observés au MEB (4 sur 6)
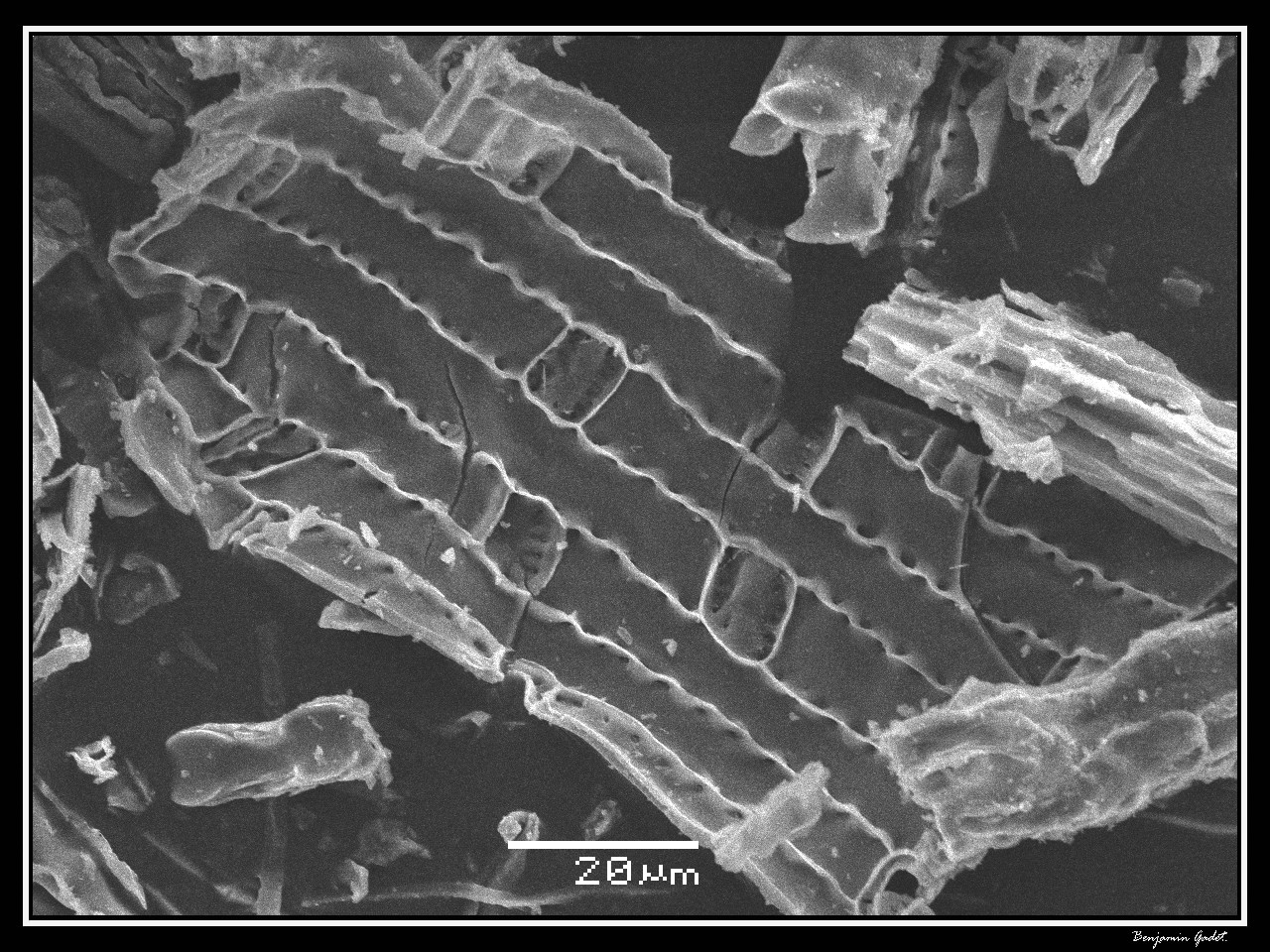
Phytolithes observés au MEB (5 sur 6)
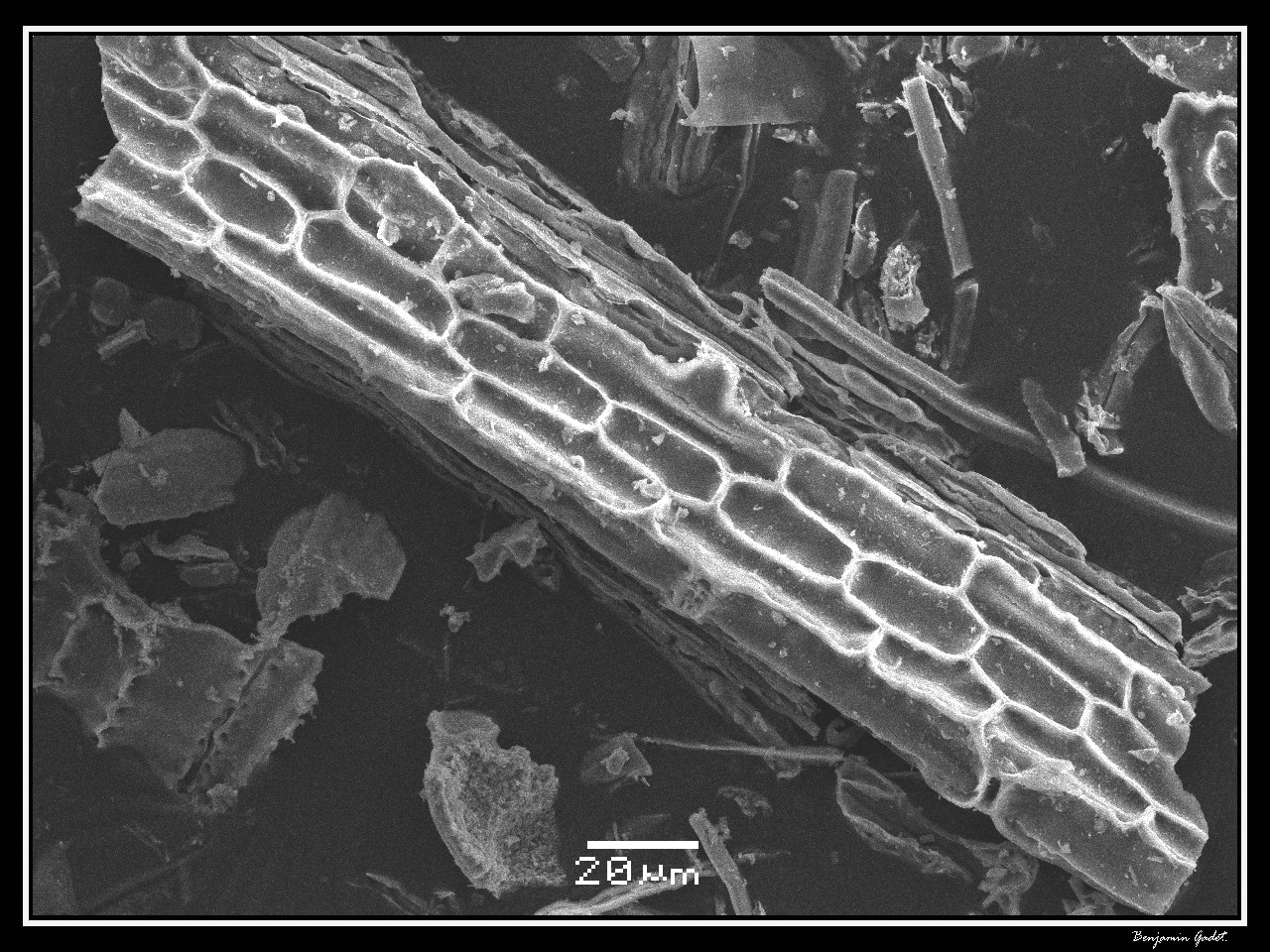
Phytolithes observés au MEB (6 sur 6)